# Given
Given (japonês: ギヴン, Hepburn: Givun; lit. "dado" em inglês; estilizado com letras minúsculas) é uma série de mangá japonesa escrita e ilustrada por Natsuki Kizu. É serializada na revista de mangá bimestral Chéri+ desde 2013, e foi coletada em nove volumes tankōbon pela Shinshokan. A história segue um grupo de quatro alunos de uma banda de rock amadora e as relações românticas que se formam entre eles: entre o guitarrista Ritsuka Uenoyama e o vocalista Mafuyu Satō (e seu cachorro, Kedama Satō), e entre o baixista Haruki Nakayama e o baterista Akihiko Kaji.
A série foi adaptada múltiplas vezes, notavelmente para um áudio-drama em 2016, uma série televisiva de anime de 11 episódios em 2019, um filme de anime em 2020 e um drama televisivo em live-action em 2021. A série televisiva foi ao ar no bloco de programação noturno Noitamina da Fuji TV, sendo a primeira série de boys' love (BL) a ser exibido nele. Uma tradução em inglês do mangá é licenciada na América do Norte pela SuBLime, em uma iniciativa de publicação coletiva com a Viz Media-Animate, ao passo que o anime e o filme são distribuídos fora da Ásia pelo serviço de streaming Crunchyroll. No Brasil, o mangá é publicado pela editora NewPop.

## Enredo
Given é dividida em três arcos principais de história. O primeiro arco, que foca primariamente no relacionamento entre Ritsuka e Mafuyu, segue a formação da banda e os preparativos para sua primeira apresentação ao vivo. O segundo arco, que foca no relacionamento entre Akihiko e Haruki, acompanha a banda em sua preparação para seu primeira festival de música. Seguindo esses dois arcos, o mangá está atualmente em seu terceiro arco, focando no relação entre Hiiragi e Shizusumi.

### Ritsuka e Mafuyu
O estudante do ensino médio Ritsuka Uenoyama é o guitarrista de uma banda composta por ele, o baixista Haruki Nakayama e o baterista Akihiko Kaji. Ele se torna um relutante professor de violão de Mafuyu Satō, um colega tímido, depois de consertar as cordas quebradas da Gibson ES-330 de Mafuyu. Ritsuka rapidamente percebe que Mafuyu é um cantor excepcionalmente talentoso e o convida para se juntar à banda.
Ritsuka descobre que a guitarra de Mafuyu pertencia a Yūki Yoshida, melhor amigo de infância e ex-namorado de Mafuyu, que morreu por suicídio. A banda começa a compor músicas em preparação para uma apresentação ao vivo, mas Mafuyu se esforça para escrever a letra da música. No dia da apresentação, Mafuyu dá um salto e canta uma música emocionalmente poderosa expressando sua dor por Yūki. A performance faz com que Ritsuka e Mafuyu ajam de acordo com seus crescentes sentimentos românticos um pelo outro; eles se beijam nos bastidores e começam a namorar. A banda se autodenomina "Given", em homenagem à guitarra dada a Mafuyu pela mãe de Yūki após seu falecimento.

### Akihiko e Haruki
Given começa a ganhar popularidade depois de postar um vídeo de sua apresentação ao vivo online. Eles se inscrevem para a programação de um grande festival de música amadora e começam a compor novas músicas, mas seu progresso é complicado pelos sentimentos românticos secretos de Haruki por Akihiko, bem como pelo envolvimento contínuo de Akihiko com seu ex-namorado Ugetsu Murata. A tensão aumenta até que Akihiko é expulso do apartamento que divide com Ugetsu. Ele revela a Haruki que está ciente de seus sentimentos por ele, levando a um encontro sexual tenso e estranho.
Sem lugar para ficar, Akihiko vai morar com Haruki. Embora a coabitação se torne agradável, persistem tensões românticas e interpessoais não resolvidas. No dia do show de qualificação de Given, Akihiko termina seu relacionamento com Ugetsu. A banda toca uma nova música que Mafuyu escreveu, mas acaba não sendo escolhida para a programação do festival. Depois de algum tempo, Akihiko sai do apartamento de Haruki e decide se comprometer seriamente com seus estudos musicais. Na primavera, após uma competição de violino, Akihiko confessa seus sentimentos a Haruki, admitindo que as mudanças que fez em sua vida foram para se tornar uma pessoa digna do amor de Haruki. Os dois começaram a namorar.

## Personagens

### Personagens principais
Mafuyu Satō (佐藤 真冬, Satō Mafuyu)
Dublado por: Sōma Saitō (áudio-drama), Shōgo Yano (anime) (japonês); Brandon McInnis (inglês); Lucas Gama (português brasileiro)
Um estudante do ensino médio de 16 anos e vocalista e guitarrista do Given. Embora lhe falte experiência e treinamento profissional, Mafuyu é um cantor naturalmente talentoso e rapidamente adquire habilidades de guitarra e composição. Ele suprime suas emoções após o suicídio de seu ex-namorado Yuki, resultando em uma personalidade aparentemente tímida e distante, mas torna-se ferozmente expressivo quando se apresenta. Fora da música, ele cuida de um lulu-da-pomerânia de nove meses chamado Kedama.
Ritsuka Uenoyama (上ノ山 立夏, Uenoyama Ritsuka)
Dublado por: Makoto Furukawa (áudio-drama), Yuma Uchida (anime) (japonês); Jessie James Grelle (inglês); Fernando Mendonça (português brasileiro)
Um estudante do ensino médio de 16 anos e guitarrista principal do Given. Tendo tocado guitarra desde muito jovem, Ritsuka é altamente experiente e talentoso com o instrumento. Ele tem uma personalidade gentil, embora muitas vezes pareça estóico e otimista para os outros e seja inexperiente em romance. No início da série, ele perdeu o entusiasmo por tocar violão, mas seu amor pela música retorna à medida que ele desenvolve um vínculo mais próximo com Mafuyu.
Haruki Nakayama (中山 春樹, Nakayama Haruki)
Dublado por: Yasuaki Takumi (áudio-drama), Masatomo Nakazawa (anime) (japonês); Y. Chang (inglês); André Sauer (português brasileiro)
Um estudante de graduação de 22 anos e baixista e líder de banda do Given. Haruki é amigável e sociável e, como o membro mais velho da banda, costuma atuar como mediador. Ele tem uma paixão de longa data por Akihiko e eventualmente começa a namorar com ele.
Akihiko Kaji (梶 秋彦, Kaji Akihiko)
Dublado por: Satoshi Hino (áudio-drama), Takuya Eguchi (anime) (japonês); Jonah Scott (inglês); Mckeidy Lisita (português brasileiro)
Um estudante universitário de música de 20 anos e baterista do Given. Akihiko se especializou em violino e é hábil em vários outros instrumentos. Tendo mantido vários relacionamentos com homens e mulheres, ele também conhece assuntos românticos, muitas vezes dando conselhos a outras pessoas a esse respeito. Ele mora com seu ex-namorado, Ugetsu, com quem mantém um relacionamento intermitente. No entanto, Akihiko percebe seus sentimentos crescentes por Haruki e termina permanentemente seu relacionamento com Ugetsu, eventualmente se tornando namorado de Haruki e prometendo melhorar para ele.

### Personagens secundários
Yuki Yoshida (吉田 由紀, Yoshida Yuki)
Dublado por: Yoshiki Nakajima (áudio-drama), Yūki Shin (anime) (japonês); Brendan Blaber (inglês)
O amigo de infância e ex-namorado de Mafuyu, que morreu por suicídio antes dos acontecimentos da série, aparece apenas através de flashbacks. A personalidade extrovertida e impulsiva de Yuki contrastava fortemente com a timidez de Mafuyu; no entanto, os dois se uniram por causa de suas origens comuns como crianças criadas em lares monoparentais e mais tarde se tornaram amantes. A eventual briga deles levou Yuki a beber muito e se enforcar. Antes de sua morte, Yuki era guitarrista de uma banda ao lado de seus amigos Hiiragi e Shizusumi.
Ugetsu Murata (村田 雨月, Murata Ugetsu)
Dublado por: Atsushi Tamaru (áudio-drama), Shintarō Asanuma (anime) (japonês); J. Michael Tatum (inglês)
Um violinista de renome mundial, colega de quarto e ex-namorado de Akihiko.
Yayoi Uenoyama (上ノ山 弥生, Uenoyama Yayoi)
Dublada por: Sayuri Yahagi (áudio-drama), Yū Shimamura (anime) (japonês); Hayden Daviau (inglês)
A irmã mais velha de Ritsuka, que já teve uma paixão não correspondida por Akihiko, é rejeitada e Yayoi inicia um relacionamento romântico com Koji Yatake. Ela é uma pintora talentosa e membro do clube de arte. Eventualmente, ela descobre sobre o relacionamento de Ritsuka e Mafuyu, bem como sobre o relacionamento de Akihiko e Haruki.
Shōgo Itaya (板谷 翔吾, Itaya Shōgo)
Dublado por: Junya Enoki (áudio-drama), Kengo Takanashi (anime)
Amigo e colega de classe de Ritsuka, Shōgo, que é um atacante de futebol reconhecido como um atleta em ascensão na região de Kanto, tem excelentes habilidades motoras e, portanto, é habilidoso em outros jogos com bola, incluindo basquete.
Ryū Ueki (植木 涼, Ueki Ryū)
Dublado por: Taku Yashiro (áudio-drama), Hiroto Amano (anime)
Amiga e colega de classe de Ritsuka, que joga como pivô no time de basquete da escola.
Hiiragi Kashima (鹿島 柊, Kashima Hiiragi)
Dublado por: Toshiki Masuda (áudio-drama), Fumiya Imai (anime)
Amigo de infância e ex-colega de classe de Mafuyu, Hiiragi, que anteriormente foi baixista de uma banda ao lado de Yuki e Shizusumi, se preocupa profundamente com Mafuyu, por estar ciente de seu relacionamento com Yuki.
Shizusumi Yagi (八木 玄純, Yagi Shizusumi)
Dublado por: Daiki Hamano (áudio-drama), Taito Ban (anime)
Amigo de infância e ex-colega de classe de Mafuyu, que anteriormente foi baterista de uma banda ao lado de Yuki e Hiiragi.
Kōji Yatake (矢岳 光司, Yatake Kōji)
Dublado por: Daiki Hamano (áudio-drama), Ryōta Takeuchi (anime)
Colega de faculdade de Haruki, que é baixista e vocalista, além de editor de vídeo que ajuda a promover bandas. Mais tarde, ele sai com Yayoi.
Tsubaki (つばき)
Dublada por: Mitsuhiro Nakae (anime)
Colega de trabalho de Mafuyu na casa de shows onde ele trabalha. Tsubaki aparece apenas na adaptação do anime.

## Mídias

### Mangá
Given foi serializada na revista bimestral Chéri+ desde abril de 2013. No Japão, a série foi compilada em nove volumes tankōbon publicados pela Shinshokan de 29 de novembro de 2014 a 1 de setembro de 2023. Uma tradução para língua inglesa foi publicada pela Viz Media, sob a SuBLime, com o primeiro volume sendo lançado em fevereiro de 2020. A serialização foi finalizada em 30 de março de 2023. No Brasil o mangá é publicado pela NewPOP, tendo o primeiro volume lançado em 4 de junho de 2020.
Em 30 de janeiro de 2024, uma série de spin-off de Given, intitulada Given 10th Mix, estreou na edição de março de 2024 da Chéri+. Seus eventos se passam dez anos após a conclusão da série principal.
Given é o primeiro trabalho em vários volumes produzido pela artista de mangá Natsuki Kizu, seguindo suas duas séries anteriores de volume único, Yukimura-sensei to Kei-kun (2013) e Links (2014).
| N.º | Original               | Original          | Português              | Português         |
| N.º | Data de lançamento     | ISBN              | Data de lançamento     | ISBN              |
| --- | ---------------------- | ----------------- | ---------------------- | ----------------- |
| 1   | 29 de novembro de 2014 | 978-4-403-66449-6 | 4 de junho de 2020     | 978-65-86799-08-8 |
| 2   | 30 de janeiro de 2016  | 978-4-403-66503-5 | 19 de agosto de 2020   | 978-65-86799-09-5 |
| 3   | 1 de março de 2017     | 978-4-403-66561-5 | 6 de novembro de 2020  | 978-65-86799-02-6 |
| 4   | 29 de dezembro de 2017 | 978-4-403-66614-8 | 18 de dezembro de 2020 | 978-65-86799-03-3 |
| 5   | 1 de abril de 2019     | 978-4-403-66674-2 | 13 de maio de 2021     | 978-65-86799-04-0 |
| 6   | 3 de agosto de 2020    | 978-4-403-66736-7 | 11 de janeiro de 2022  | 978-65-86799-83-5 |
| 7   | 1 de dezembro de 2021  | 978-4-403-66782-4 | 17 de dezembro de 2022 | 978-65-86799-61-3 |
| 8   | 3 de outubro de 2022   | 978-4-403-66834-0 | 26 de janeiro de 2024  | 978-85-8362-469-1 |
| 9   | 1 de setembro de 2022  | 978-4-403-66880-7 | —                      | —                 |